# Abschnittsbefestigung Hohe Warte

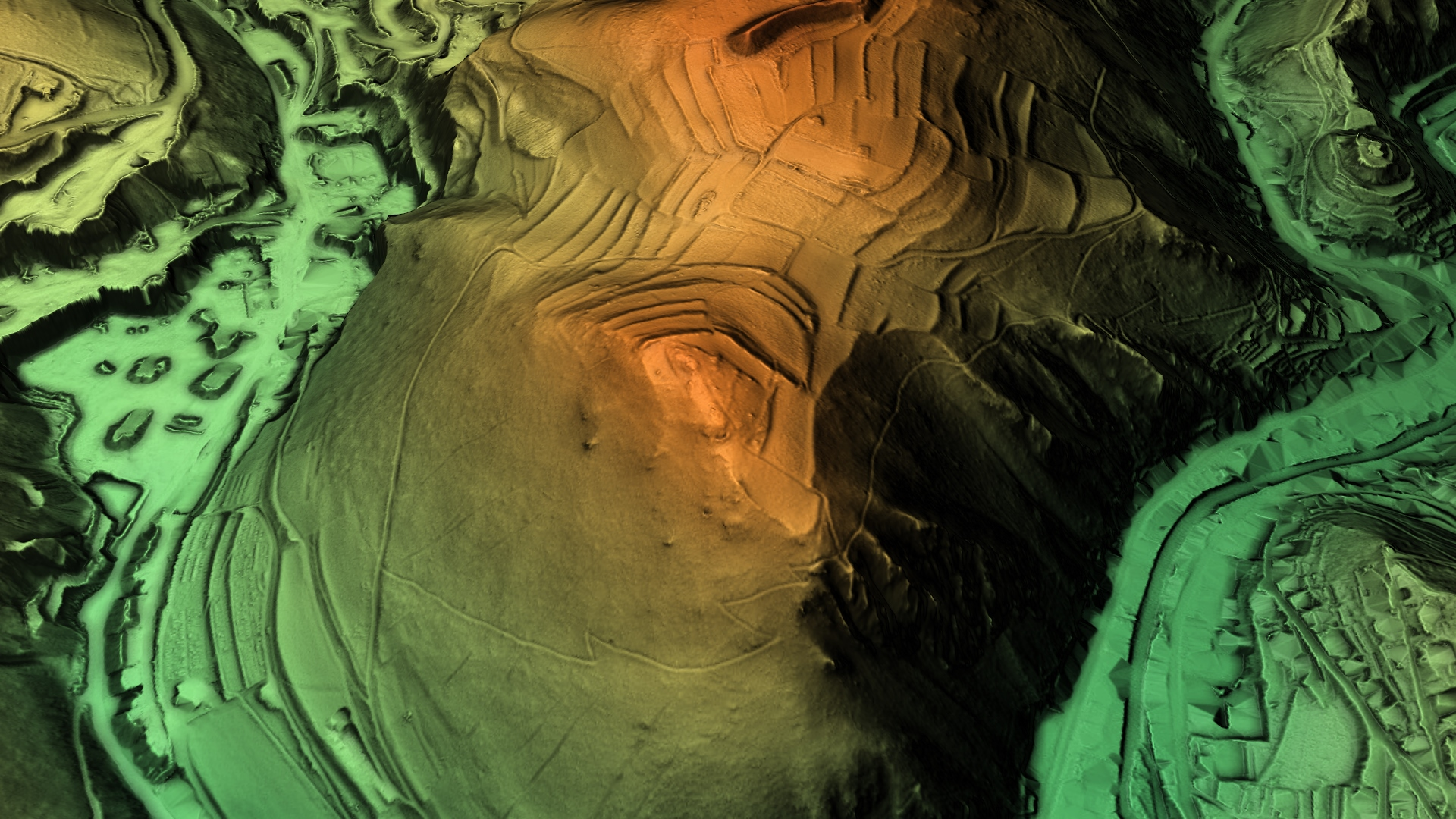
3D-Ansicht des digitalen Geländemodells

Die Abschnittsbefestigung Hohe Warte ist eine frühmittelalterliche Wallburg auf der Hohen Warte in der Stadt Bad Berneck oberfränkischen Fichtelgebirge.

## Geschichte und Datierung
Die Burg wurde erstmals als Burgstall im Stadtbuch von 1528 erwähnt. Noch 1790 war sie als abgegangene Burg bekannt. Die Datierung bereitete einige Schwierigkeiten, jedoch wird in der modernen Literatur die frühmittelalterliche beziehungsweise karolingisch-ottonische Zeitstellung aufgrund der Überlieferungstradition und des historischen Umfeldes der Burg als sehr wahrscheinlich angesehen.

## Historisches Umfeld

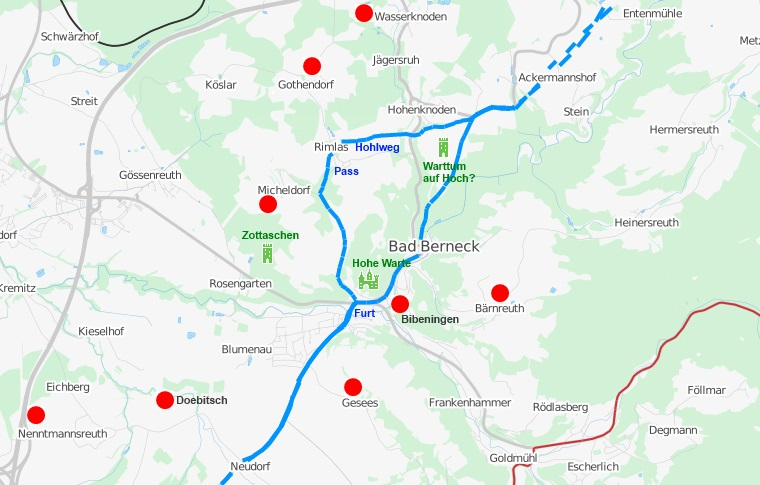
Das historische Umfeld mit den Altstraßenverläufen und den Dörfern frühmittelalterlicher Entstehung.

Die Befestigung liegt an der Fränkischen Linie, einer geologischen Bruchzone und natürlichen Siedlungsgrenze. Erst im 10. und 11. Jahrhundert wurde diese Grenze überschritten. Diese Ausdehnung der Siedlungsbereichs lässt sich über die Ortsnamen und den Würzburger Altzehnt belegen. Im 11. Jahrhundert wurden auch die politischen Grenzen deutlicher. Hier verlief auch die Grenze zwischen dem Besitz des Bistums Bamberg und des Bistums Regensburg sowie den kirchlichen Gütern um Marktschorgast und den weltlichen Besitz um Berneck. Entlang der Abschnittsbefestigung verlief die Reichsstraße via imperii mit einer Furt über den Weißen Main und einem Pass über das Fichtelgebirge. Eine gewisse Bedeutung hatte dieser Straßenzug wohl schon in karolingischen Zeiten.
Die Gründe für die Anlage der Burg als Grenzbefestigung und zur Straßensicherung erscheinen offensichtlich, zumal für die früheren Datierungen als vor- oder frühgeschichtliche Befestigung ein nachweisbares historisches Siedlungsgebiet fehlt. Möglicherweise sind zwei weitere Kleinbefestigungen im Umfeld der Hohen Warte, Auf der Zottaschen und dem Bernecker Berg in Zusammenhang mit der Burg auf der Hohen Warte zu sehen und könnten als frühe Warttürme am Verlauf der via imperii zu deuten sein.

## Beschreibung
Der Hauptwall der Befestigung trennt die Hochfläche des Gebirges vom Bergsporn ab, der von den Tälern des Weißen Mains, der Ölschnitz und des Rimlasbachs begrenzt wird. Das abgetrennte Areal umfasst eine Fläche von rund 2,5 Hektar. Die Wälle sind eher terrassenförmig, Hinweise auf Gräben fehlen völlig. Dies liegt möglicherweise am Boden, der flachgründig auf dem harten Diabas-Gestein aufliegt. An den Steilabfällen in die Täler sind kaum mehr Befestigungselemente festzustellen. Auf der Angriffsseite hingegen steht der Hauptwall noch immer mehrere Meter hoch an. Es sind noch sicher zwei Vorwälle mit einer Höhe von etwa einem Meter zu erkennen. Auf der westlichen Seite des Hauptwalls befinden sich zwischen dem inneren Vorwall und dem Hautwall zwei weitere Terrassen. Ob diese bauzeitlichen Ursprungs sind, ist unklar. Das Tor der Burg befand sich wahrscheinlich am östlichen Ende, da dort der Hauptwall nicht bis an den Steilabfall heranreicht. Auf der westlichen Seite des Hauptwalls fehlen Anschlüsse an eine Fortsetzung der Befestigung auf der Hangseite. Die massive Befestigung zur Angriffsseite und die nicht vorhandene auf der Hangseite mag auf eine ungarnzeitliche Entstehung der Burg hindeuten.